# Берёзкин (хутор)
Берёзкин — хутор в Курском районе (муниципальном округе) Ставропольского края России.
До 16 марта 2020 года входил в состав сельского поселения Мирненский сельсовет.

## География
Расстояние до краевого центра: 260 км.
Расстояние до районного центра: 47 км.
В 1,7 км к северо-востоку от хутора расположено общественное открытое кладбище площадью 30 000 м².

## История
По данным переписи 1926 года в хуторе насчитывался 91 двор, где проживало 556 человек (272 мужчины и 284 женщины), из них 540 — русские. По состоянию на 1 октября 1929 года был административным центром Берёзкинского сельсовета (и единственным населённым пунктом в его составе), подчинённого Ачикулакскому району Дагестанской АССР:10.
На 1 марта 1966 года входил в состав Мирненского сельсовета Курского района Ставропольского края:17.

## Население
| 1926 | 1989 | 2002 | 2010 | 2021 |
| ---- | ---- | ---- | ---- | ---- |
| 556  | →556 | ↗661 | ↘548 | ↘535 |

По данным переписи 2002 года 66 % населения — даргинцы.

## Инфраструктура
Медицинскую помощь оказывает фельдшерский пункт.